# Bicrisia erecta
Bicrisia erecta är en mossdjursart som beskrevs av Shunsuke F. Mawatari 1973. Bicrisia erecta ingår i släktet Bicrisia och familjen Crisiidae. Inga underarter finns listade i Catalogue of Life.